# Leonard von Klinckowström
Leonard von Klinckowström, född 30 september 1685, död 25 april 1759, var en svensk ämbetsman.
Leonard von Klinckowström var son till lanträntmästaren sedermera regeringsrådet Martin Klinckow (1650–1717), som upphöjdes 1684 i svenskt adligt stånd med namnet Klinckowström. Ätten tog introduktion med dennes söner 1719.

## Biografi
Friherre Klinckowström var kopist vid livländska expeditionen av kungliga kansliet från februari 1705 och han var anställd vid Karl XII:s fältkansli när han 1709 togs tillfånga vid Poltava. 1712 lyckades han rymma och återkom till Sverige. Från 8 januari 1716 var han kanslist vid tyska expeditionen och den 23 augusti 1718 blev han registrator där. Den 1 mars 1720 fick han kunglig sekreterares titel. Från 18 januari 1728 blev han expeditionssekreterare vid utrikesexpeditionen. Han återinträdde i tjänst och avancerade från 5 september 1739 till kansliråd och 1743 blev utsågs Klinckowström till överpostdirektör och verkade som sådan till slutet av mars 1759, kort före sin bortgång.
1750 blev Klinckowström ledamot av Kungliga Vetenskapsakademien.
Jämte yngre brodern Ture Gustaf Klinckowström (1693–1765) blev han friherre 18 januari 1759 (ej introducerad), men fick avsked 27 maj samma år. Klinckowström avled barnlös 25 april 1759 i Stockholm och ligger jämte sin fru begraven i marmorkistor i Klara kyrka i lilla valvet till vänster om norra vapenhusdörren.
Klinckowström ägde Lövsta i Eds socken i Stockholms län samt det stora stenhuset vid Drottninggatan och norra hörnet av Smedjegårdsbrunnen i Stockholm, vilka egendomar han i sitt testamente förordnade skulle försäljas samt i stället inköpas ett fideikommiss för hans brorson, friherre Thure Leonard Klinckowström (1735–1821), som därigenom i sådan egenskap fick Rinkesta gods i Ärila socken i Södermanlands län.